# Вольф Генне
Вольф Генне (нім. Wolf Henne; 7 серпня 1905, Фучжоу — 13 червня 1942, Карибське море) — німецький офіцер-підводник, корветтен-капітан крігсмаріне.

## Біографія
В 1924 році вступив на флот. З 15 вересня 1941 року — командир підводного човна U-157, на якому здійснив 2 походи (разом 38 днів у морі). 11 червня 1942 року потопив американський паровий танкер Hagan водотоннажністю 6401 тонну, який перевозив 22 676 барелів меляси; 6 з 44 членів екіпажу танкера загинули. 13 червня U-157 був потоплений неподалік Гавани глибинними бомбами куттера Берегової охорони США «Тетіс». Всі 52 члени екіпажу загинули.

## Звання
- Морський кадет (19 червня 1925)
- Фенріх-цур-зее (1 квітня 1926)
- Лейтенант-цур-зее (1 жовтня 1928)
- Оберлейтенант-цур-зее (1 липня 1930)
- Капітан-лейтенант (1 квітня 1935)
- Корветтен-капітан (1 липня 1939)

## Нагороди
- Медаль «За вислугу років у Вермахті» 4-го і 3-го класу (12 років)